# Трептачи свемира
Трептачи свемира или запис о болници је српски документарни филм из 1989. године у режији Божидара Калезића. Тема филма је социологија менталног здравља. Снимљено је у неуропсихијатријским одељењима КП дома болница у Београду. 

## Синопсис
Филм говори о људима, пацијентима Специјалне затворске болнице у Београду, који су у стању неурачунљивости извршили противправна дела. Пацијенти су углавном оболели од схизофреније, најчешће параноидног типа. Са пацијентима су урађени интервјуи, где су они објашњавали своје стратегије преживљавања, осећања, мисли... 